# 니콜라오스 카렐리스
니콜라오스 "니코스" 카렐리스(그리스어: Νικόλαος "Νίκος" Καρέλης, 1992년 2월 24일, 이라클리오 ~)는 그리스의 프로 축구 선수로, 현재 파네톨리코스 FC에서 활약하고 있다. 카렐리스는 왼발잡이 공격수이다.

## 클럽 경력

### 에르고텔리스
카렐리스는 에르고텔리스가 2-0으로 이긴 스코다 크산티와의 2008년 4월 20일 2007-08 시즌의 수페르리가 엘라다 최종 라운드 (30라운드)에서 후반전 (78분) 에 교체로 출전해 데뷔하였다. 카렐리스는 에르고텔리스 소속으로 수페르리가 엘라다 경기에 출전한 최연소 선수로 기록되었다.
카렐리스는 아스널 스카우터들에게 인상을 심어 런던으로 가 2008년 4월 29일에 시작되는 열흘짜리 트라이얼에 참가하였고, 이탈리아의 아탈란타에서 열린 U-16 컵 대회에 참가해 총잡이 군단의 2골을 득점하였고, 아스널에게 좋은 인상을 심어 유벤투스와의 결승전에서 승부차기 끝에 이길 수 있도록 했다. 그는 총잡이 군단에 자신의 능력을 보여주었으나, 18세기 전까지 영입 과정이 중단되었고, 그는 에르고텔리스로 돌아가 2008-09 시즌 경기에 참가하게 되었다. 카렐리스는 2008-09 시즌에 2009년 4월 26일자 수페르리가 엘라다 최종 라운드 (30라운드)의 87분에 패트릭 오군소토와 교체되어 들어가 출전하였고, 에르고텔리스는 AEK를 상대로 1-1로 비겼다.

### 암카르 페름
2012년 7월, 그는 러시아 프리미어리그 클럽 암카르 페름과 계약하였다. 카렐리스는 암카르 페름에서의 대부분 시간을 후보 선수로 지냈다.

### 파나티나이코스
2013년 7월 30일, 카렐리스는 파나티나이코스와 3년 계약을 체결하였다. 2013년 8월 18일, 그는 2-0으로 이긴 파네톨리코스와의 홈경기에서 데뷔하였고, 2013년 11월 24일, 그는 PAS 얀니나를 상대로 첫골과 함께 멀티골을 기록해 팀의 홈경기 3-1 승리를 견인하였다. 2014년 4월 26일, 그는 PAOK와의 그리스 컵 결승전에서 시즌 3호골을 넣어 4-1 승리를 도와, 데뷔 이후로는 처음으로 우승을 맛보았다. 2015년 2월 15일, OFI와의 경기에서 그는 2골을 득점해 팀의 3-2 승리를 도왔다.

## 국가대표팀 경력
카렐리스는 그리스 청소년 국가대표팀의 다양한 연령대를 거쳤다.
그는 헬싱키에서 열린 핀란드와의 UEFA 유로 2016 예선전 경기에서 그리스 성인 국가대표팀 데뷔전을 치렀다.

## 경력 통계
2015년 2월 15일 기준
| 클럽           | 시즌      | 리그 | 리그 | 컵   | 컵 | 유럽* | 유럽* | 기타 | 기타 | 합계 | 합계 |
| 클럽           | 시즌      | 출장 | 골   | 출장 | 골 | 출장  | 골    | 출장 | 골   | 출장 | 골   |
| -------------- | --------- | ---- | ---- | ---- | -- | ----- | ----- | ---- | ---- | ---- | ---- |
| 에르고텔리스   | 2007–08   | 1    | 0    | 0    | 0  | 0     | 0     | 0    | 0    | 1    | 0    |
| 에르고텔리스   | 2008–09   | 2    | 0    | 0    | 0  | 0     | 0     | 0    | 0    | 2    | 0    |
| 에르고텔리스   | 2009–10   | 6    | 0    | 0    | 0  | 0     | 0     | 0    | 0    | 6    | 0    |
| 에르고텔리스   | 2010–11   | 12   | 1    | 1    | 0  | 0     | 0     | 0    | 0    | 13   | 1    |
| 에르고텔리스   | 2011–12   | 9    | 0    | 0    | 0  | 0     | 0     | 0    | 0    | 9    | 0    |
| 암카르 페름    | 2012–13   | 9    | 0    | 1    | 0  | 0     | 0     | 0    | 0    | 10   | 0    |
| 파나티나이코스 | 2013-14   | 32   | 5    | 9    | 3  | 0     | 0     | 0    | 0    | 41   | 8    |
| 파나티나이코스 | 2014-15   | 21   | 9    | 5    | 1  | 9     | 2     | 0    | 0    | 35   | 12   |
| 경력 합계      | 경력 합계 | 87   | 15   | 16   | 4  | 9     | 2     | 5    | 0    | 117  | 21   |

(* UEFA 유로파리그, UEFA 챔피언스리그 포함)

## 수상
파나티나이코스
- 그리스 컵: 2013-14